# Gare de Kalhausen
Gare de Kalhausen vasútállomás Franciaországban, Kalhausen településen.

## Vasútvonalak
Az állomást az alábbi vasútvonalak érintik:
- Mommenheim-Sarreguemines-vasútvonal
- Kalhausen-Sarralbe-vasútvonal

## Kapcsolódó állomások
A vasútállomáshoz az alábbi állomások vannak a legközelebb:
- Gare de Wittring
- Gare de Herbitzheim
- Gare d’Oermingen
- Gare de Sarreguemines